# Сеслав
Сеслав е село в Североизточна България. То се намира в община Кубрат, област Разград;

## География
Релефът на община Кубрат е равнинно-хълмист, като горските масиви са заобиколени от земеделски земи. Надморската височина варира от 150 м до 450 м. Селото се свързва посредством общински път с Републикански път II-23 и Републикански път III-2102. Землището на селото попада в границите на Държавно горско стопанство – Сеслав.

## История
ТКЗС е учредено през 1950 г., с председател Недялко Петров.

## Култура
- Основно училище „Св. св. Кирил и Методий“
- Целодневна детска градина „Щастливо детство“
- Младежки дом

## Демография и стопанство
През 2005 г. Сеслав има 974 жители. От тях българи са 60, турци – 383, роми – 531. През ноември 2011 г. за кмет на селото е избран Веселин Йосифов. В селото има три магазина и две кръчми.